# Club FM
Club FM fue una estación radial chilena, anteriormente ubicada en el 106.9 MHz del dial FM en Santiago de Chile. También se transmitió vía internet en regiones del país y el mundo.

## Historia
A fines de 2006, Copesa adquiere el 106.9 MHz que hasta el momento era ocupado por Sintonía FM. Es así como a partir de los últimos días de diciembre, comienza la marcha blanca de lo que sería la nueva estación, programando solamente música de The Beatles sin locuciones ni marcas institucionales. Club FM hizo su debut oficial el martes 2 de enero de 2007, enfocada netamente en el segmento adulto-contemporáneo masculino, programando éxitos latinos y anglo de todos los tiempos. Sin embargo la radio nunca atrajo una cantidad importante de avisadores, ni el de la audiencia principal del formato, ambos concentrados en las radios Infinita, Oasis (que a pesar de concentrarse en la música de los '50 y '60, usualmente es considerada como una emisora de este género), Amadeus (hoy Radio Disney) y El Conquistador. Cabe notar que para inicios de 2007 ya había cierta incertidumbre económica a nivel internacional, por lo que las radios dejaron de concentrarse en formatos de "jazz suave" y "adulto contemporáneo" (generalmente dirigidos a un sector masculino mayor de 35 años y de alto nivel económico), reemplazándolos por fórmulas "top 40" o concentradas en las baladas (siendo estos los formatos más masivos y con mayor audiencia). Este último formato fue el elegido por el Grupo Dial para reemplazar a la emisora por Paula FM. Club FM realizó su última transmisión el 9 de marzo de 2008, tras sólo un año y dos meses de emisión.

## Frecuencias anteriores
- 106.9 MHz (Santiago); disponible sólo para radios comunitarias.